# Agnieszka Roszig
Agnieszka Roszig (ur. 17 listopada 1971 w Kętrzynie) – polska działaczka społeczna i samorządowiec, założycielka ludowego zespołu Mazurska Kosaczewina, który jako pierwszy w Polsce podczas występów posługuje się gwarą mazurską; prezes stowarzyszenia o tej samej nazwie. Zwyciężczyni konkursu Barwy Wolontariatu organizowanego przez Ogólnopolską Sieć Centrów Wolontariatu. Od 1 grudnia 2017 do 31 sierpnia 2018 dyrektor Kętrzyńskiego Centrum Kultury.

## Życiorys
Od urodzenia była mieszkanką Gminy Kętrzyn. Została wychowana w Czernikach, jej nazwisko rodowe to Mrozek, ma brata Jacka Mrozka, doktora trzech nauk oraz siostrę Urszulę Kowalczyk. Mieszka w Giżycku. Jest wdową, posiada czworo dzieci.

## Wykształcenie
Uzyskała tytuł zawodowy magistra w Wyższej Szkole Bankowej w Gdańsku na kierunku finanse i bankowość w specjalności finanse i rachunkowość przedsiębiorstw. Wcześniej uzyskała tytuł zawodowy licencjata w Wyższej Szkole Finansów i Zarządzania w Białymstoku na kierunku zarządzanie i marketing w specjalności zarządzanie finansami przedsiębiorstw. Następnie ukończyła studia podyplomowe w zakresie rachunkowości przedsiębiorstw na Uniwersytecie Gdańskim. W latach 2017–2019 była doktorantką Wydziału Ekonomicznego Uniwersytetu Gdańskiego.

## Działalność zawodowa
Pracę zawodową rozpoczęła jeszcze jako nastolatka. Przez pierwsze lata aktywności zawodowej zajmowała stanowiska robotnicze. Awansując i zdobywając wykształcenie wyspecjalizowała się na główną księgową. Jest właścicielką biura finansowo-księgowego, które prowadzi na mocy Certyfikatu Ministra Finansów.
Przeszła ścieżkę zawodową, która przedstawia się następująco: szwaczka – 1991, pomoc wagowego – 1991, pomoc kuchenna – 1992-1997, kasjer sprzedawca – 1998, referent, referent ekonomista – 1998-1999, sprzedawca-fakturzysta – 2003, księgowa, kadrowa – 2003, główna księgowa – 2003-2005, specjalista ds. analiz finansowych i budżetowania – 2005, główny księgowy – 2005-2014, główny specjalista ds. kontroli zarządczej – 2014, właściciel Biura Finansowo-Księgowego „Effect” – 2008-2017, główny księgowy – od 2015.

## Działalność kulturalna
Inicjatorka wykonania i odsłonięcia na cmentarzu w Koczarkach tablicy upamiętniającej jeńców wojennych i robotników przymusowych z 1944 z podobozu Stalag 1A w Koczarkach.

Założycielka i prezes Stowarzyszenia Mazurska Kosaczewina z siedzibą w Koczarkach, założycielka wielopokoleniowego amatorskiego zespołu ludowego Mazurska Kosaczewina. Wraz z zespołem z ramienia stowarzyszenia zorganizowała imprezy związane z kulturą mazurską: Wesele mazurskie, Plon – czyli dożynki na Mazurach, Kiszenie kapusty, Mazurska Palinocka.
Audycja radiowa z przedstawienia, na podstawie Karola Małłka, Plon – czyli dożynki na Mazurach została wyróżniona nagrodą Marszałka Województwa Warmińsko-Mazurskiego. Gościem honorowym na premierze tego przedstawienia był Janusz Małłek syn Karola Małłka.

Autorka scenariusza i lektor filmu dokumentalnego Odnaleźć Mazury produkcji Stowarzyszenia Mazurska Kosaczewina.

## Działalność społeczna
W latach 2012–2013 była przewodniczącą Rady Organizacji Pozarządowych Powiatu Kętrzyńskiego. W kadencji 2012-2015 była ławnikiem Sądu Rejonowego w Kętrzynie w Wydziale Rodzinnym i Nieletnich. Jest radną Gminy Wiejskiej Kętrzyn VII kadencji. W 2014 uczestniczyła w spotkaniu Pary Prezydenckiej z aktywnymi społecznie kobietami w pałacu prezydenckim.

## Działalność polityczna
W wyborach parlamentarnych w 2015 kandydowała do Sejmu RP z ugrupowania Kukiz’15.

## Członkostwo w organizacjach
- 2009-2021 prezes Stowarzyszenia Mazurska Kosaczewina[23].
- 2013-2017 prezes zarządu Amiga sp. z o.o. w Windykajmach[24].
- 2015-2022 członkini Lokalnej Grupy Działania Barcja w Kętrzynie.[6]

## Nagrody
- 2015 – wolontariuszka roku 2014 w ogólnopolskim konkursie Barwy wolontariatu zorganizowanego przez Ogólnopolską Sieć Centrów Wolontariatu[25].
- 2013 – wyróżnienie w konkursie Godni Naśladowania organizowanym przez Radę Organizacji Pozarządowych Województwa Warmińsko-Mazurskiego w kategorii Animator Społeczny[26].

## Publikacje
- A. Roszig: Nurty życia. Olsztyn: Wydawnictwo Cepheus, 2021. ISBN 978-83-661307-0-8. Brak numerów stron w książce